# Lihue
Lihue is een plaats (census-designated place) in de Amerikaanse staat Hawaï, en valt bestuurlijk gezien onder Kauai County.

## Demografie
Bij de volkstelling in 2000 werd het aantal inwoners vastgesteld op 5674.

## Geografie
Volgens het United States Census Bureau beslaat de plaats een oppervlakte van
18,5 km², waarvan 16,4 km² land en 2,1 km² water. Lihue ligt op ongeveer 10 m boven zeeniveau.

## Plaatsen in de nabije omgeving
De onderstaande figuur toont nabijgelegen plaatsen in een straal van 16 km rond Lihue.